# Il segreto di Susanna

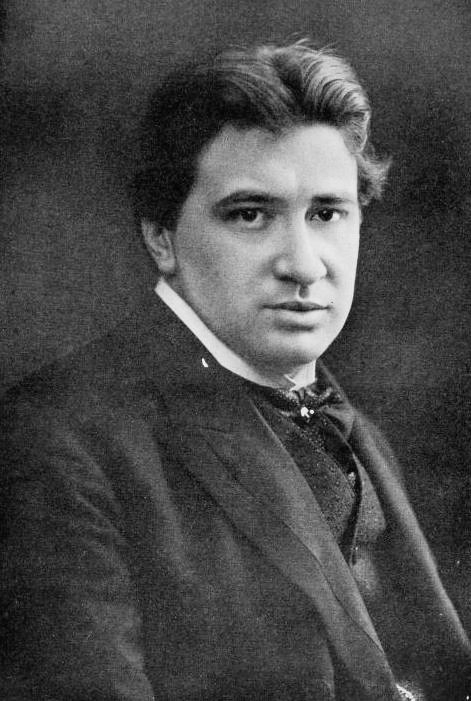
Ermanno Wolf-Ferrari, photographié en 1906.

Il segreto di Susanna (Français: Le secret de Suzanne) est un intermezzo en un acte composé par Ermanno Wolf-Ferrari basé sur un livret d'Enrico Golisciani (it). La première de cet opéra fut créée par Max Kalbeck au théâtre de la Cour de Munich le 4 décembre 1909, dans une traduction en allemand (Susannens Geheimnis).

## Rôles
| Role                | Tessiture  | Distribution de la première, 4 décembre 1909 (chef d'orchestre : Felix Mottl) |
| ------------------- | ---------- | ----------------------------------------------------------------------------- |
| Comtesse Suzanne    | soprano    | Ella Tordek                                                                   |
| Comte Gil           | Baryton    | Friedrich Brodersen (de)                                                      |
| Sante, Le serviteur | non chanté | Josef Geis                                                                    |

## Synopsis
Époque : début du XXe siècle
Localisation : Piémont
Le comte Gil retourne chez lui en suspectant avoir vu son épouse, Susanna, marchant seule dans la rue, ce qu'il lui avait interdit après leur mariage. Il est soulagé lorsqu'il la retrouve jouant du piano dans le salon. Cependant, il s'agissait bien d'elle dans la rue, mais elle avait réussi à rentrer juste avant lui.
La joie de Gil n'est que de courte durée car la pièce sent le tabac, or ni lui, ni Suzanne, ni même Sante, leur serviteur, ne fument. Il est soudain pris d'un doute affreux: est-il possible que Suzanna le trompe avec un fumeur ? Il parle avec son épouse mais est rapidement honteux d'avoir de telles suspicions. Gil souhaite embrasser Suzanna, mais il remarque alors que l'odeur de tabac provient directement des vêtements de Suzanna. Elle admet finalement qu'elle a un secret, mais refuse catégoriquement de le lui révéler. Gil tombe alors dans une colère noire et commence à fouiller toute la maison après l'avoir enfermée dans la chambre à coucher. Finalement, Gil s'apprête à quitter la maison afin de se rendre à son club, Suzanne lui apporte alors son parapluie. Il se calme, ils se réconcilient, et il sort.
Immédiatement après la sortie de son mari, elle ferme la porte et ouvre le petit paquet qu'elle avait donné à Sante lors de son retour à la maison. Elle en sort une cigarette et commence à fumer avec le serviteur. Tel est son secret ! Mais à ce moment Gil rentre à la maison. Sentant le tabac il commence à fouiller la maison dans le but de trouver l'amant de Suzanna en prétextant chercher le parapluie qu'il aurait oublier. Ne trouvant personne, Gil ressort, furieux, et Suzanna allume une seconde cigarette. rentrant à nouveau, Gil est certain de la prendre sur le fait. En tentant de saisir ses mains, il se brûle, dévoilant finalement le secret de Suzanne. Ils se pardonnent l'un l'autre, se jure un amour éternel tout en fumant à deux.

## Discographie
- 1952 - Ester Orel (Susanna), Mario Borriello (Gil); Orchestre symphonique de Turin, Alfredo Simonetto (ja) (chef d'orchestre) - Cetra (LP), Deutsche Grammophon
- 1954 - Elena Rizzieri (it) (Susanna) Giuseppe Valdengo (Gil); Orchestre symphonique de la radio italienne Turin, Angelo Questa (ca) (chef d'orchestre) - Cetra, Warner Music
- 1976 - Maria Chiara (it) (Susanna), Bernd Weikl (Gil), Omar Godknow (Sante); Orchestre de la Royal Opera House Covent Garden, Lamberto Gardelli (chef d'orchestre) - Decca (LP)
- 1980 - Renata Scotto (Susanna), Renato Bruson (Gil);  Orchestre Philharmonia, John Pritchard (chef d'orchestre) - CBS (LP and CD)
- 1981 - Phelps/Swennes/Potter - en direct de Bloomington, université d'Indiana
- 2006 - Haider/Howarth/Ódena - en direct d'Oviedo, enregistré par Philartis
- 2008 - Petrenko-V/Rodrígues-D/Canturri - en direct de Liverpool, Avie Records, avec la coopération de la Commission Européenne.